# Erik van Vreumingen
Erik van Vreumingen (L'Aia, 15 giugno 1978) è un ex discobolo e pesista olandese.

## Biografia
Nel 2001, dopo aver partecipato alla Coppa Europa come rappresentante della nazionale olandese, ha conquistato il suo primo titolo nazionale all'aperto. Sul finire della stagione ha partecipato alla XXI Universiade tenutasi a Pechino dove, dopo aver lanciato a 17,63 metri, non ha raggiunto la finale.
Allenato dall'ex pesista britannico Shaun Pickering, nel 2003 ha migliorato il suo primato personale portandolo a 18,95 metri. Alla fine della stagione ebbe un grave infortunio al polso rallentando così l'attività nel getto del peso fino alla fine della stagione 2006.
Nel mese di marzo 2008 ha partecipato alla Coppa Europa invernale di lanci concludendo diciassettesimo con un lancio a 17,99 metri.
Lo stesso anno, a Vught, siglò il suo primato personale a 19,04 metri. 
Dopo la stagione 2008 Vreumingen ha deciso di rallentare l'attività sportiva dopo la nascita di sua figlia, completando anche gli studi come consulente finanziario.
Nel 2009 è comunque riuscito a vincere il suo secondo titolo nazionale all'aperto seguito poi dal titolo indoor del 2010 e dal titolo all'aperto 2011.
Nel 2010 è stato anche rappresentante della nazionale olandese in Coppa Europa a Budapest nel getto del peso giungendo però solo decimo con un lancio a 17,32.
Durante la stagione al coperto 2012 ha siglato il suo primato personale lanciando a 18,87 metri durante i campionati nazionali che lo videro secondo alle spalle del solo Rutger Smith.
Sul finire della stagione 2013 si infortuna gravemente alla spalla ed al polso, lesioni per cui verrà operato nel corso del 2014.

## Record nazionali

### Master M35
- Getto del peso 17,29 m ( Heerhugowaard, 8 maggio 2016)[3]

## Progressione

### Getto del peso outdoor
| Stagione | Risultato | Luogo        | Data      | Rank. Mond. |
| -------- | --------- | ------------ | --------- | ----------- |
| 2013     | 19,06 m   | L'Aia        | 8-9-2013  | 118º        |
| 2012     | 19,77 m   | Leida        | 9-6-2012  | 74º         |
| 2011     | 18,65 m   | L'Aia        | 14-8-2011 | 138º        |
| 2010     | 17,87 m   | Sittard      | 6-6-2010  | 252º        |
| 2009     | 17,83 m   | Amsterdam    | 2-8-2009  | 258º        |
| 2008     | 19,04 m   | Vught        | 28-6-2008 | 106º        |
| 2007     | 18,75 m   | Amsterdam    | 1-7-2007  | 138º        |
| 2006     | 18,01 m   | Eton         | 5-8-2006  | 205º        |
| 2004     | 18,03 m   | Hoorn        | 15-5-2004 | 224º        |
| 2003     | 18,95 m   | La Jolla     | 26-4-2003 | 93º         |
| 2002     | 18,00 m   | Loughborough | 17-7-2002 | 195º        |
| 2001     | 18,76 m   | Utrecht      | 17-8-2001 | 122º        |
| 2000     | 16,78 m   | Amsterdam    | 16-7-2000 | -           |
| 1999     | 17,17 m   | Hilversum    | 12-9-1999 | 303º        |
| 1997     | 16,13 m   | Utrecht      | 22-6-1997 | 376º        |

### Getto del peso indoor
| Stagione | Risultato | Luogo     | Data      | Rank. Mond. |
| -------- | --------- | --------- | --------- | ----------- |
| 2013     | 18,40 m   | Apeldoorn | 17-2-2013 | -           |
| 2012     | 18,87 m   | Apeldoorn | 25-2-2012 | 82º         |
| 2011     | 17,69 m   | Apeldoorn | 13-2-2011 | 170º        |
| 2010     | 18,36 m   | Apeldoorn | 7-2-2010  | 105º        |
| 2009     | 17,51 m   | Apeldoorn | 15-2-2009 | 198º        |
| 2008     | 18,02 m   | Groningen | 26-1-2008 | 130º        |
| 2007     | 18,86 m   | Gand      | 17-2-2007 | 76º         |
| 2003     | 17,86 m   | Gand      | 15-2-2003 | 140º        |
| 2002     | 17,38 m   | Cardiff   | 2-2-2002  | 163º        |
| 2001     | 17,65 m   | Gand      | 17-2-2001 | 180º        |
| 2000     | 16,13 m   | Gand      | 12-2-2000 | -           |

### Lancio del disco
| Stagione | Risultato | Luogo            | Data      | Rank. Mond. |
| -------- | --------- | ---------------- | --------- | ----------- |
| 2011     | 50,43 m   | Eindhoven        | 10-7-2011 | 692º        |
| 2008     | 49,89 m   | Krommenie        | 22-6-2008 | 707º        |
| 2007     | 54,52 m   | Londra           | 4-8-2007  | 294º        |
| 2006     | 55,04 m   | La Jolla         | 22-4-2006 | 253º        |
| 2005     | 50,31 m   | Stoke-on-Trent   | 30-7-2005 | 636º        |
| 2004     | 57,98 m   | La Jolla         | 24-4-2004 | 142º        |
| 2003     | 54,07 m   | Huntington Beach | 22-4-2003 | 277º        |
| 2002     | 52,34 m   | L'Aia            | 11-7-2002 | 385º        |
| 2001     | 48,96 m   | Lisse            | 5-5-2001  | -           |
| 2000     | 49,44 m   | Gouda            | 1-9-2000  | -           |
| 1997     | 49,90 m   | Lubiana          | 26-7-1997 | 460º        |

## Palmarès
| Anno | Manifestazione   | Sede    | Evento           | Risultato | Misura  | Note |
| ---- | ---------------- | ------- | ---------------- | --------- | ------- | ---- |
| 1997 | Europei juniores | Lubiana | Lancio del disco | 9º        | 49,90 m |      |

## Campionati nazionali
- 5 volte campione nazionale nel getto del peso (2001, 2009, 2011/2013)
- 2 volte nel getto del peso indoor (2010, 2013)

2000

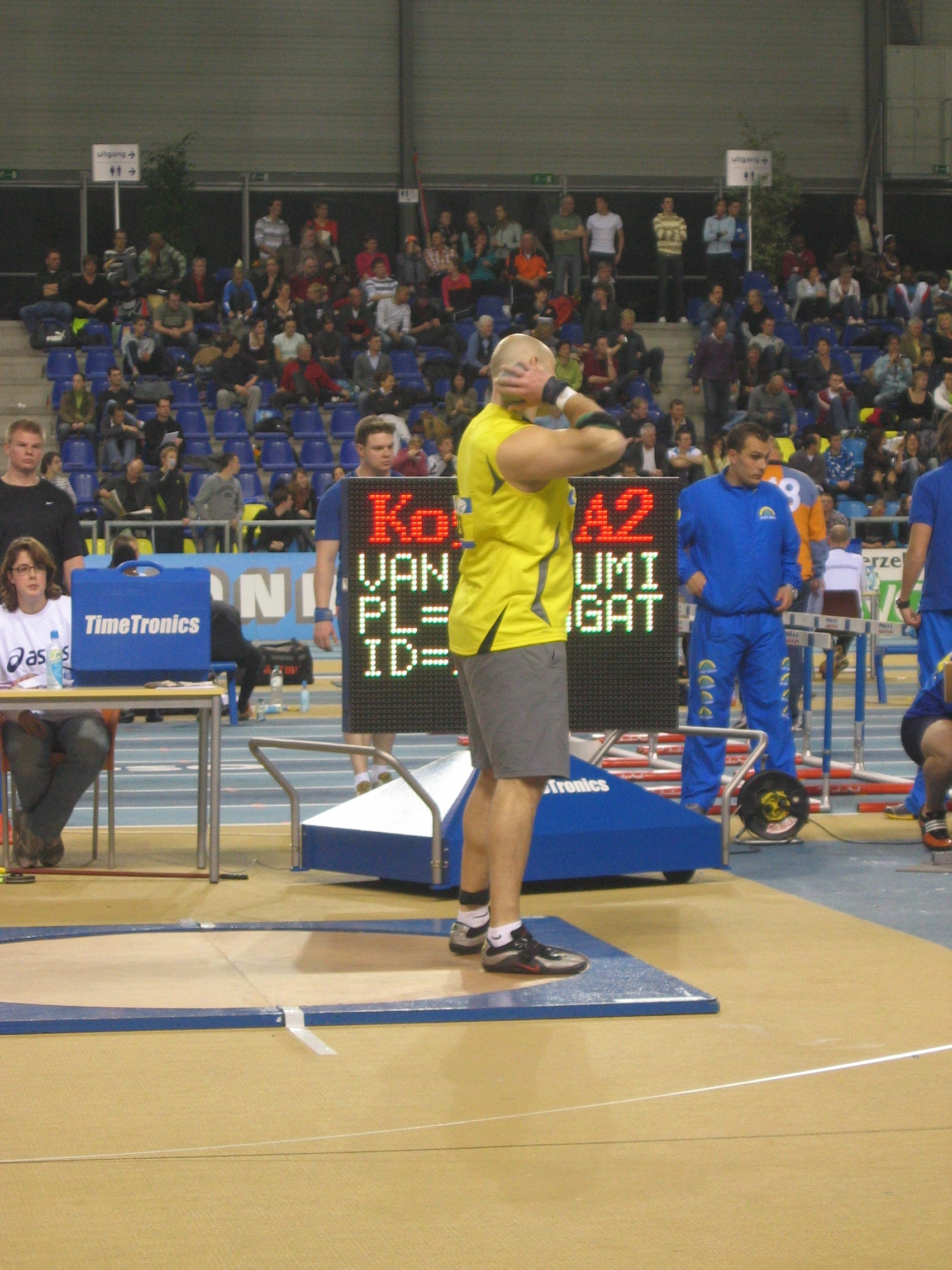
Erik van Vreumingen durante i campionati nazionali indoor del 2008.

- Bronzo ai Campionati nazionali olandesi indoor, getto del peso - 16,13 m
- Argento ai Campionati nazionali olandesi, getto del peso - 16,78 m

2001
- Argento ai Campionati nazionali olandesi indoor, getto del peso - 17,65 m
- Oro ai Campionati nazionali olandesi, getto del peso - 18,60 m

2002
- Argento ai Campionati nazionali olandesi indoor, getto del peso - 16,42 m
- Argento ai Campionati nazionali olandesi, getto del peso - 17,91 m
- 6º ai Campionati nazionali olandesi, lancio del disco - 50,89 m

2003
- Argento ai Campionati nazionali olandesi indoor, getto del peso - 17,86 m
- Argento ai Campionati nazionali olandesi, getto del peso - 18,28 m
- 4º ai Campionati nazionali olandesi, lancio del disco - 52,49 m

2004
- Bronzo ai Campionati nazionali olandesi, lancio del disco - 53,84 m

2006
- 5º ai Campionati nazionali olandesi, lancio del disco - 51,82 m

2007
- Argento ai Campionati nazionali olandesi indoor, getto del peso - 18,86 m
- Argento ai Campionati nazionali olandesi, getto del peso - 18,75 m

2008
- 4º ai Campionati nazionali olandesi indoor, getto del peso - 17,77 m
- Argento ai Campionati nazionali olandesi, getto del peso - 18,69 m

2009
- Bronzo ai Campionati nazionali olandesi indoor, getto del peso - 17,51 m
- Oro ai Campionati nazionali olandesi, getto del peso - 17,83 m

2010
- Oro ai Campionati nazionali olandesi indoor, getto del peso - 18,36 m
- 4º ai Campionati nazionali olandesi, getto del peso - 17,52 m

2011
- Bronzo ai Campionati nazionali olandesi indoor, getto del peso - 17,69 m
- Oro ai Campionati nazionali olandesi, getto del peso - 18,39 m

2012
- Argento ai Campionati nazionali olandesi indoor, getto del peso - 18,87 m
- Oro ai Campionati nazionali olandesi, getto del peso - 19,35 m

2013
- Oro ai Campionati nazionali olandesi indoor, getto del peso - 18,40 m
- Oro ai Campionati nazionali olandesi, getto del peso - 18,85 m

## Altre competizioni internazionali
2001
- Oro al Ter Specke Bokaal ( Lisse), getto del peso - 18,00 m
- 5º in Coppa Europa (First League) ( Budapest), getto del peso - 18,28 m

2002
- Oro al Ter Specke Bokaal ( Lisse), getto del peso - 17,50 m
- 9º agli FBK Games ( Hengelo), getto del peso - 17,81 m

2003
- Bronzo al Nelli Cooman Indoor Gala ( Zuidbroek), getto del peso - 17,56 m
- Bronzo al Ter Specke Bokaal ( Lisse), getto del peso - 17,72 m
- 11º agli FBK Games ( Hengelo), getto del peso - 18,02 m
- Argento al Gouden Spike ( Leida, getto del peso - 18,01 m

2004
- Argento al Gouden Spike ( Leida), getto del peso - 16,97 m
- 4º al Gouden Spike ( Leida), lancio del disco - 54,14 m

2006
- 4º agli FBK Games ( Hengelo), lancio del disco - 53,29 m
- 4º al Gouden Spike ( Leida), lancio del disco - 51,69 m

2007
- 9º agli FBK Games ( Hengelo), getto del peso - 17,47 m

2008
- 17º in Coppa Europa invernale di lanci ( Spalato), getto del peso - 17,99 m

2010
- 10º agli Europei a squadre (First League) ( Budapest), getto del peso - 17,32 m

2011
- Argento al Gouden Spike ( Leida), getto del peso - 17,46 m

2012
- Oro al Ter Specke Bokaal ( Lisse), getto del peso - 18,71 m
- 8º agli FBK Games ( Hengelo), getto del peso - 19,00 m
- Oro al Gouden Spike ( Leida), getto del peso - 19,77 m

2013
- 9º agli FBK Games ( Hengelo), getto del peso - 18,30 m